# Symplocos arbutifolia
Symplocos arbutifolia är en tvåhjärtbladig växtart som beskrevs av Giovanni Casaretto. Symplocos arbutifolia ingår i släktet Symplocos och familjen Symplocaceae. Inga underarter finns listade i Catalogue of Life.